# Takumi Miyayoshi
Takumi Miyayoshi (宮吉 拓実?, Miyayoshi Takumi; Shiga, 7 agosto 1992) è un calciatore giapponese, attaccante del Renofa Yamaguchi.

## Carriera

### Club

#### L'esordio al Kyoto Sanga

##### Stagione 2008-2009 e 2009-2010
Inizia la sua carriera da calciatore nel 2005 quando viene acquistato dal Kyoto Sanga, squadra di Kyoto, per militare nelle varie formazioni giovanili del club. Dopo tre stagioni compie il suo debutto ufficiale in prima squadra da calciatore professionista il 21 settembre 2008 nel match perso contro il Gamba Osaka. Conclude , con un totale di due presenze per campionato, le sue due prime stagioni con la squadra di Kyoto.

##### Stagione 2010-2011 e 2011-2012
Il 14 marzo segna la sua prima rete da calciatore professionista durante il match contro il Vegalta Sendai. A fine campionato colleziona quattordici presenze e uno score di tre reti segnate che non evitano la retrocessione della squadra di Kyoto in J. League Division 2.
Il 23 ottobre 2011, durante la sua quarta stagione con la maglia bianco-viola, mette a segno la sua prima doppietta in carriera ai danni dell'Oita Trinita; dopo quasi un mese di distanza, esattamente il 16 novembre, realizza la sua prima tripletta in carriera durante la partita con il Montedio Yamagata.

### Nazionale

#### Nazionale Under
Nel 2008, esattamente il 5 ottobre, debutta con l'Under-17 nel match contro la Nazionale della Malesia Under-17 valevole per Campionato AFC Under-16; a fine torneo colleziona quattro presenze e due reti.
L'anno successivo partecipa al Campionato mondiale di calcio Under-17 edizione 2009 organizzato in Nigeria, collezionando due reti.

## Palmarès

### Club

#### Competizioni nazionali
- Supercoppa del Giappone: 1

Sanfrecce Hiroshima: 2016